# Каннингем, Кейден
Кейден Каннингем (англ. Caden Cunningham; род. 7 мая 2003, Хаддерсфилд, Йоркшир и Хамбер) — британский тхэквондист, член сборной Великобритании. Серебряный призёр летних Олимпийских игр 2024 года, чемпион III Европейских игр 2023 года, чемпион Европы 2024 года. Участник летних Олимпийских игр 2024 года в Париже.

## Карьера
Кейден Каннингем родился 7 мая 2003 года в Хаддерсфилде, в Англии.
В своём дебютном бою на чемпионате мира 2022 года Кейден повредил переднюю крестообразную связку колена, но все равно выиграл поединок. После завершения турнира пропустил несколько месяцев.
В июне 2023 года англичанин был включен в состав сборной Великобритании для участия в III Европейских играх 2023 года, которые прошли в Кракове. Каннингем завоевал золотую медаль в весовой категории свыше 87 кг. В финале он победил соперника из Македонии Деяна Георгиевского.
В мае 2024 года на чемпионате Европы в Белграде одержал победу, в финале одолел соперника из Испании Ивана Гарсию. В июне 2024 года был отобран для участия в Олимпийских играх 2024 года в Париже.
На летних Олимпийских играх в 2024 году в Париже, в категории свыше 80 кг завоевал серебряную медаль, в финале уступил сопернику из Ирана Ариану Салими..